# 基什·盖尔盖伊
基什·盖尔盖伊（匈牙利語：Kiss Gergely，1977年9月21日—），匈牙利男子水球运动员。他曾代表匈牙利参加2000年、2004年、2008年和2012年夏季奥林匹克运动会水球比赛，共获得三枚金牌。